# テレビオリジナルBGMコレクション ルパン三世 〜山下毅雄オリジナルスコアによる「ルパン三世」の世界〜
『テレビオリジナルBGMコレクション ルパン三世 〜山下毅雄オリジナルスコアによる「ルパン三世」の世界〜』（テレビオリジナルビージーエムコレクション ルパンさんせい やましたたけおオリジナルスコアによるルパンさんせいのせかい）は、1980年3月25日に発売された山下毅雄のアルバム。

## 概要
テレビアニメ『ルパン三世』の楽曲を収録したアルバムで、日本コロムビアから主題歌や挿入歌が発売されていたアニメ作品のサウンドトラック・アルバム「テレビオリジナルBGMコレクション」シリーズの1つとして制作された。しかし、同シリーズのうち、本アルバムに限ってはオリジナルBGMではなく、再録音されたものを収録している。当初は本当にオリジナルBGMを収録する予定だったのだが、音源を発見できなかったために再録音せざるを得なかった。
アルバム製作の際、本編のMEテープを元に山下の長男の山下泉が楽譜を起こし、録音、演奏は山下の次男の山下透と彼のバンド仲間が行った。透達を悩ませたのが原曲からは程遠い楽曲の仕上がりで原曲のニュアンスを忠実に再現しているわけではない為、完成品は納得のいく物ではなかったという。透は後年のインタビューで当時を振り返り『マルチトラック録音で録音作業が容易になった反面。一発録りの時代の熱気を再現する事は出来なかった。』と原曲から程遠い仕上がりは意図的では無かった事を語っている。
ライナーノーツには、作曲者の山下毅雄、原作者のモンキー・パンチ、録音監督の田代敦巳によるコメントが掲載されている。
2007年までに3度単独でCD化されたほか、2003年発売の『ルパン三世 ザ・ファースト・シリーズ・アンソロジー』に全曲収録されている。

## 収録曲
1. LUPIN III PART I -OPENING THEME
2. MOODY THEME -"LUPIN III PART II"
3. AFRO ROCK THEME
4. JAPANESE TONE OF LUPIN
5. GALLOP SAMBA
6. DISCO PLAYS LUPIN
7. SCAT THEME
8. ROCK THEME No. 1
9. TWO-BEAT ROCK -LUPIN III PART II"
10. SLOW BALLAD -"LUPIN III PART I"
11. DEXY ROCK MARCH
12. A TOUCH OF JAPANESE TONE
13. SHUFFLE ROCK -LUPIN WALKIN'
14. MEDIUM SAMBA
15. AFRO "LUPIN '68"
16. SAMBA CRAZY
17. NICE GUY LUPIN -TWO BEAT
18. SLOW SAMBA
19. LUPIN III PART II -ENDING THEME
20. ルパン三世主題歌I（TVサイズ・SE無し）
21. ルパン三世主題歌II（TVサイズ・SE入り）

### 補足
- LPではM-1からM-9までがA面、M-10からM-19までがB面。
- M-4、M-6、M-12、M-14は描き下ろしの新曲。
- M-20とM-21は、2007年に発売された紙ジャケット限定盤のみのボーナストラック。
- M-1とM-19は、オリジナルのLP盤ではTVサイズにSEやパーカッションの音を被せてステレオにしたものを収録していたが、2度目のCD化である1988年版のみ放送当時に発売されたシングル用フルサイズに差し替えられている。

## スタッフ
- 作曲・指揮：山下毅雄
- 作曲・編曲：山下透
- 編曲：山下泉／馬飼野康二[5]
- 制作協力：東京ムービー、アート・サプライ、セイント企画、東京室内楽協会

## ミュージシャン
オリジナル盤には英語で、1988年版CDには日本語で表記されている。どちらか一方にしか表記がない名前や双方で記述が食い違っている個所もあるため、両方を記載する。
| 英語表記 - Electric Guitar : Yuji Karaki & Youichi Tamura - Electric Bass : Ken Sato - Electric Piano & Synthesizer : Susumu Hashimoto - Synthesizer : Toru Yamashita - Piano : Shigeki Ikeno - Drums : Taketoshi Igarashi - Percussion : Nobuo Horiuchi & Kiyonori & Haruo Tsuno - Tronbone : Yasushi Harada - Vibraphone : Koichi Uchida - Bamboo-flute : Minoru Muraoka - Strings : Kikuko Kobayashi Group - Vocal : Charley Corsey & Yoshiro Hiroishi, Kayoko Isyu, Singers Three | 日本語表記 - エレキ・ギター：唐木裕史 - エレキ・ベース：佐藤健 - ピアノ：池野成秋 - ドラムス：橋本晋 - シンセサイザー：山下透 - フルート、ソプラノサックス、アルトサックス：鈴木重男 - トランペット：荒尾正伸 - トロンボーン：原田清 - ヴィブラフォン：内田晃一 - 尺八：村岡実 - ヴァイオリン：小林紀久子グループ - ヴォーカル：チャーリー・コーセイ／よしろう・広石／伊集加代子／シンガーズ・スリー |